# Zapotlán de Juárez
Zapotlán de Juárez là một đô thị thuộc bang Hidalgo, México. Năm 2005, dân số của đô thị này là 16493 người.